# Gideon Hausner

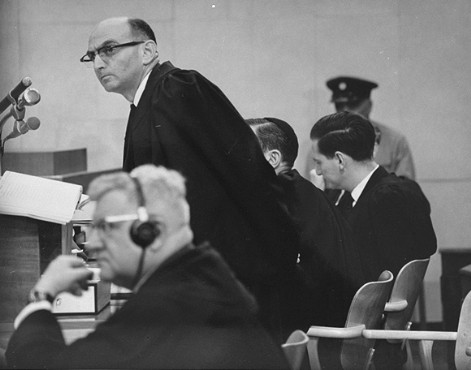
Gideon Hausner (stehend) mit Robert Servatius (links vorn) während des Eichmann-Prozesses (1961)

Gideon Hausner (* 26. September 1915 in Lemberg, Österreich-Ungarn; † 15. November 1990 in Jerusalem) war ein israelischer Jurist und Politiker. Hausner war von 1960 bis 1963 Generalstaatsanwalt von Israel und wurde bekannt als Chefankläger im Prozess gegen Adolf Eichmann. Sein Buch Justice in Jerusalem gilt als frühes Standardwerk der Aufarbeitung der Shoah. Er war 1965–1974 und 1977–1981 Mitglied der Knesset in der Fraktion Unabhängige Liberale.

## Leben
Hausners Vater wirkte in Lemberg als Lehrer und Oberrabbiner und war später Sekretär von Theodor Herzl. 1927 wanderte er mit seinen Eltern in das Völkerbundsmandat für Palästina ein. In Tel Aviv besuchte er eine weiterführende Schule. Anschließend studierte er an der Hebräischen Universität Jerusalem Philosophie und hierauf bis 1942 an der Jerusalem Law School das Fach Rechtswissenschaften.
Zur Zeit der englischen Mandatsherrschaft über das Gebiet von Palästina diente er bei der britischen Polizei, und als Mitglied der Hagana kämpfte er 1948 in der Jerusalem-Brigade. Nach der Staatsgründung war er als israelischer Militärstaatsanwalt und als Präsident des Militärgerichtshofes tätig. Am 1. Juli 1960 ernannte man ihn zum Generalstaatsanwalt.
Hausner wurde weltbekannt, als er 1961 als Chefankläger und Generalstaatsanwalt im Prozess gegen Adolf Eichmann in Jerusalem auftrat. Das besondere Geschick der Anklage von Hausner bestand darin, dass er durch zahlreiche Dokumente und mehr als einhundert Zeugenaussagen für jeden Anklagepunkt nachweisen konnte, dass Eichmann gegen elementare Rechte der Opfer und des jüdischen Volkes verstoßen hatte. Nach dem Prozess verweigerte Hausner die Freigabe der biografischen Tagebücher von Eichmann. Eine Klage eines Sohnes von Eichmann auf die Herausgabe der Tagebücher im Jahr 2000 blieb erfolglos.
1963 gab Hausner die Position des Generalstaatsanwaltes auf und begann seine Laufbahn als Politiker. Zwei Jahre später wurde er als Abgeordneter der Partei der Unabhängigen Liberalen in das Parlament der Knesset gewählt. 1969 und 1973 wurde er als Abgeordneter wiedergewählt. 1974 beendete er das Mandat im Parlament und ging als Minister ohne Geschäftsbereich in die Regierung.
1977 erhielt er nochmals ein Mandat im Parlament. Als seine Partei 1981 die Wahlbedingungen nicht erfüllen konnte, musste er aus dem Parlament ausscheiden. Als Ehrenamt hatte er den Vorsitz im Rat für die Gedenkstätte Yad Vashem inne. Am 15. November 1990 starb er an Krebs.

## Schriften
- Justice in Jerusalem. The Trial of Adolf Eichmann, New York 1966
- Gerechtigkeit in Jerusalem. Übersetzt von Peter de Mendelssohn, München 1967
- Die Vernichtung der Juden – Das größte Verbrechen der Geschichte, München 1979